# Brgljezi
Brgljezi (lat. Sittidae) su porodica malih ptica sa tri roda, Sitta, Tichodroma i Salpornis. Brgljezi imaju karakteristične velike glave, kratke repove, i jake kljunove i kandže. Oni oglašavaju svoju teritoriju bučnim, jednostavnim pesmama. Većina vrsta ima siva ili plavkasta leđa i crne trake oko očiju.

## Opis
Pravi brgljezi roda Sitta su veoma slični jedni drugima, pa ih je lako prepoznati od ostalih. Gornji deo tela je uglavnom sive boje, dok je kod nekih tropskih vrsta jarkoplave ili ljubičaste. Mnoge vrste imaju crne pruge preko očiju. Donji delovi tela su sivkastobele do smeđe boje. Mužjaci i ženke se vrlo malo razlikuju, sa izuzetkom brgljeza zidarčca, kod kojeg mužjakov vrat postane crn za vreme sezone parenja. Kljun je podug, vrat i rep su kratki. Dužina varira od 9,5 do 20 cm, a težina od 10 do 60 g. Penju se na drugačiji način od detlića i puzića, ne koristeći rep kao oslonac. Dok se penju, ne postavljaju noge paralelno, već jednu postave visoko, a drugu nisko, kao oslonac. Oglašavaju se cvrkutanjem i uzastopnim piskutanjem. Njihovu ishranu čine insekti i pauci, a u jesen i zimu semenje. Dve vrste su ugrožene, a dve osetljive.

## Razmnožavanje
Brgljezi obično žive u parovima ili malim grupama. Tokom zime često se udružuju s jatima senica, detlića i ostalih šumskih ptica koje traže hranu. Svi se gnezde u dupljama u drveću ili stenama, ali postoji neverojatna razlika u detaljima tokom izgradnje gnezda. Neke manje vrste kopaju komore u trulom drvetu kao gnezdo, belogrudi i beloobrazni brgljezi trljaju otrovne insekte oko ulaza u gnezdo, a crvenogrudi koristi razmazanu smolu kao zaštitu. Brgljezi lončari prave gnezda od blata. Ženka snese 4-10 belih jaja sa crvenkastim pegama. Težina jaja varira od 1 do 2,5 g. Inkubacija traje 14-18 dana, a ptići u gnezdu ostaju 20-25 dana. Tokom inkubacije mužjak hrani ženku.

## Rasprostranjenost
Nastanjuju Aziju, Evropu, Severnu Ameriku i sever Afrike. Staništa su im šumovita područja, parkovi i stenovita mesta. Nijedna vrsta nije prava selica, ali severne populacije se ponekada sele južnije.

## Taksonomija
Familiju brgljeza je opisao Rene Leson 1828. godine. Ponekad se planinska karpolačka (Tichodroma muraria), koja je ograničena na planine južne Evroazije, svrstava u istu familiju sa brgljezima, mada u zasebnu potfamiliju Tichodromadinae, u kom slučaju se brgljezi klasifikuju kao potfamilija Sittinae. Međutim, ta vrsta se češće stavlja u zasebnu familiju, Tichodromadidae. Planinska karpolačka je u pogledu morfologije između brgljeza i puzavaca, dok su njen izgled, tekstura njenog perja, i obliki i patern njenog repa bliži brgljezima. Vrsta Hypositta corallirostris sa Madagaskara (ranije poznata kao koralno-kljunasti brgljez) i rod sitela iz Australije i Nove Gvineje su nekad bili grupisani u porodicu brgljeza zbog sličnosti u pogledu izgleda i životnog stila, međutim oni nisu blisko srodni. Sličnost je nastala putem konvergentne evolucije radi popunjavanja ekološke niše.
Najbliži srodnici brgljeza, osim planinske karpolačke, su puzavaci, i ove dve (ili tri) familije se ponekad stavljaju u veću grupu sa carićima i hvatačima komaraca. Ova nadfamilija, Certhioidea, je predložena na bazi filogenetičkih studija koristeći mitohondrijsku i jedrenu DNK, i stvorena je da bi se pokrile klade (četiri ili) pet familija uklonjenih iz veće grupe vrabastih ptica, Sylvioidea.
Svi brgljezi su u rodu Sitta prema Lineovoj klasifikaciji iz 1758, što je ime izvedeno iz sittē, antičke grčke reči za pticu. Neke vrste brgljeza imaju sklonost da zaglave velike insekte ili semenke u pukotine i da ih seckaju svojim jakim kljunom, iz čega je izveden engleski naziv porodice, nuthatch. Specifične granice među brgljezima je teško definisati. Crvenogrudi brgljez, Sitta whiteheadi i kineski brgljez imaju opsege gneždenja razdvojene hiljadama kilometara, ali su slični po preferencijama, izgledu i pesmama. Ranije su se smatrali jednom vrstom, ali se sada obično dele na tri vrste i sačinajvaju kompleksnu vrstu zajedno sa vrstama Sitta krueperi i Sitta ledanti. Neuobičajeno za brgljeze, svih pet vrsta iskopava vlastita gnezda.

## Vrste
- [15][16]

### Podvrste
- [17][18]

## Literatura
- Brookes, Ian (editor-in-chief) (2006). The Chambers Dictionary (ninth изд.). Edinburgh: Chambers. стр. 1417. ISBN 978-0-550-10185-3.
- Linnaeus, C. (1758). Systema naturae per regna tria naturae. I (10th изд.). Stockholm: Laurentius Salvius. стр. 115. „'Rostrum subcultrato-conicum, rectum, porrectum: integerrimum, mandíbula superiore obtusiuscula. Lingua lacero-emarginata”
- Lesson, René (1828). Manuel d'ornithologie, ou description des genres et des principales espèces d'oiseaux (на језику: French). Volume 1. Paris: Roret. стр. 360.
- Harrap, Simon; Quinn, David (1996). Tits, Nuthatches and Treecreepers. Christopher Helm. ISBN 978-0-7136-3964-3.
- Snow, David; Perrins, Christopher M., ур. (1998). The Birds of the Western Palearctic (BWP) (concise (2 volume) изд.). Oxford: Oxford University Press. ISBN 978-0-19-854099-1.